# Black metal
Black metal je hudební styl, subkultura metalu, která vznikla v polovině 80. let 20. století v Norsku. Jedny z nejznámějších black metalových skupin jsou Mayhem, Darkthrone, Burzum.
Námětem black metalu je hlavně temnota, mizantropie, často rozebírá stinné stránky lidské historie. I když mnoho kapel používá ve svých textech satanismus jako téma, jde spíše o metaforické vyjádření, které pramení z nenávisti vůči náboženstvím, církvím a jiným, z jejich pohledu pochybným hodnotám.

## Hudební rysy
Zatímco u death metalu se někdy používá podladění kytary o jeden až dva tóny (dominuje technika hry před melodikou), u black metalu je častější klasické ladění (dominuje melodika, snaha o minimalistické podání). Typickým rysem pro tento hudební žánr je zkreslený, chraplavý vokál – False Chord Scream, screaming a taky growling, jehož účelem je docílení děsivé atmosféry, evokující válečné pohanské zpěvy, jež měly původně za cíl zastrašení nepřítele. Někdy se setkáváme se složením kapely bez baskytary, pouze s jednou nebo dvěma elektrickými kytarami. Kromě klasického nástrojového obsazení (old school black metal), jsou od počátku devadesátých let často používaným nástrojem klávesy, případně zvukové vzorky (samply), dotvářející temnou atmosféru.

### Kytary
- Rychlé, velice zkreslené kytary.
- Převažuje použití tzv. Power akordů (kvinta, případně kvinta a oktáva nad základním tónem); první kytarista, který je použil, byl Tony Iommi (Black Sabbath).
- Časté je použití chromatických tónů posunutých dolů nebo nahoru o půltóny, vytvářející tónicky neklidnou atmosféru (běžné rysy třítónových intervalů, také zpopularizované Black Sabbath). Zde je také odklon od již zavedené stupnice z důvodů větších disonancích „odpor“ zvuku, tak jako u harmonických tónů.
- Vzácné je využití kytarových sól ve srovnání s heavy a power metalem.

### Bicí
- Double bass, blast beat, a D-beat bubnování. Tím se vytvoří velmi jednoduchá a působivá hudba.
- V některých případech mohou mít bicí v hudbě menší úlohu. Mnohdy jen doprovázejí velmi holými a prázdnými tóny – využívá se zvláště pro vytvoření atmosféry black metalu. Zde jistě budou mít mnohé skupiny výhrady, zvláště v některých pasážích skladeb.
- Některé skupiny, zejména sóloví umělci, využívají umělé bubenické zařízení namísto lidského bubeníka.

### Texty a vokály
- Zřetelný je tvrdý (harsh) styl vokálů, často velmi hrdelní skřehot (False Chord Scream, growling) nebo vysoko-intenzivní vřískot (screaming). Vokál současně doplňuje hudbu svou dramatickou podstatou zkleslení.
- Některé skupiny, zvláště v symfonickém black metalu, vkládají do písní tradiční vokály, často uváděné jako 'čisté' vokály. Také některé blackmetalové skupiny, jako je Arcturus, používají 'čisté' vokály pro všechny písně.
- Často se využívá efektu ozvěny hlasu k vytvoření hudby více plné a atmosférické.
- Stejně jako gregoriánský chorál jsou některé blackmetalové písně doplněny o ženský nebo mužský pěvecký sbor.
- V textech klade black metal velký důraz na odpor proti křesťanství (satanismus, pohanství, okultismus). Texty často zmiňují zimu, temnotu, lesy a jiné přírodní elementy. Dále mohou opěvovat folklór a historii těchto zemí. Texty se zabývají spíše temnými stránkami života, včetně války, misantropie, bídy a násilí.
- Mohou být také inspirovány světem fantasy. Zejména se mnoho skupin zaměřuje na fiktivní kontinent Středozemě od J. R. R. Tolkiena, např. rakouská skupina Summoning či norský Burzum. Jiné skupiny si mnohdy vytváří své vlastní smyšlené říše. Například určité písně od skupiny Immortal vyobrazují imaginární království nazvané Blashyrkh. Bal-Sagoth si také vytváří své vlastní fantasy příběhy, které jsou inspirovány spisovateli Robert E. Howardem a H. P. Lovecraftem.

### Atmosféra a stavební prvky hudby
- Využívá se struktura písní, která často postrádá veršování a refrén a obsahuje dlouhé a opakující se instrumentální pasáže s menším využitím vokálů než v jiných stylech metalu.
- Rychlý rytmus, většinou v celém taktu, někdy v tříčtvrťovém se střídá s klidnějšími pasážemi.
- Příležitostně se využívají elektronické klávesy, někdy i cembala, housle, varhany a pěvecké soubory. Tyto nástroje dávají hudbě orchestrální nebo chrámovou atmosféru. Některé skupiny mají sklon k častému používání kláves, kterých využívají jako hlavní nástroj. Obvykle jsou skupiny používající klávesy označovány jako hrající symfonický black metal.
- Některé skupiny, jako je například Dimmu Borgir, nahrávají svá alba se symfonickými orchestry.
- Někdy je úmyslně vytvářena technicky velmi chudá hudba. Tento efekt demonstruje album Transilvanian Hunger od skupiny Darkthrone.

### Image a živé vystupování skupin
Na rozdíl od jiných žánrů mnoho blackmetalových skupin nevystupuje na živo. Jedná se převážně o jednočlenné skupiny, které si vybraly kariéru bez živých vystupování. Mezi jejich přední zástupce patří Burzum, Darkthrone a Xasthur. Nicméně jiné jedno- nebo dvoučlenné skupiny (Satyricon, Nargaroth, Satanic Warmaster) účinkují často spolu s jinými hudebníky na živých vystoupeních.
Živá vystoupení jsou často obohacena o divadelní techniky a jevištní rekvizity anebo ohnivou show v podobě plivání ohně. Skupiny Mayhem, Gorgoroth, Cradle of Filth jsou velmi proslulé ve svých groteskních a kontroverzních jevištních show. Mnoho hudebníků si osvojilo neo-medieval (napodobující středověk) styl oblékání, který může obsahovat kožené oblečení, bodce, otrokářskou výbavu, erby a zbraně. Mnoho hudebníků používá přezdívky, často inspirované mytologií nebo folklórem (například Bård Eithun ze skupiny Emperor se sám označil jako Faust). Obaly alb bývají atmosférické nebo zobrazují přírodní či fantastické krajiny (album Filosofem od skupiny Burzum, album In the Nightside Eclipse od skupiny Emperor), zatímco jiné skupiny používají motivy násilí, sexuálních zvrhlostí nebo obrazových výjevů (album Opus Nocturne od skupiny Marduk). Velmi běžné jsou i satanistické motivy, například obrácené pentagramy nebo obrácené kříže.
Jedním z největších rysů blackmetalového image je líčení corpsepaint (tj. napodobující mrtvolu) nebo warpaint (černý a bílý makeup napodobující obličejové válečné barvy pohanských válečníků majících zastrašit nepřítele v průběhu bitvy), někdy s falešnou krví – inspirované bývalým frontmanem skupiny Mayhem Deadem. 

## Historie
Začátek tohoto stylu lze vystopovat ke skupině Bathory, založené ve Švédsku v roce 1983 pojmenované po Alžbětě Báthoryové, známé též jako Čachtická paní. Frontmanem kapely a zároveň hlavním skladatelem byl Quorthon (Tomas Forsberg). Právě jeho drsné vokály, skřípavé a vysoké tóny doprovázené občasnými výkřiky, stejně tak jako texty zaměřené na temná témata a obsahující antikřesťanské a "satanské" odkazy, definovaly začátky black metalu. Skupina tento styl použila u prvních čtyř alb, pričemž třetí album Under the Sign of the Black Mark, vydané roku 1987, bylo výrazným milníkem blackmetalové historie. Jméno tomuto hudebního stylu dala anglická kapela Venom svým albem Black Metal z roku 1982. Další kapelou patřící k NWOBHM, která přispěla ke vzniku black metalu je kapela Witchfynde (skladba "wake up screaming") nebo Death SS (skladba “Murder Angels“). K dalšímu definování typických znaků stylu došlo díky kapelám Mercyful Fate, Hellhammer a Celtic Frost, případně první alba Slayer a Possessed. Z českých blackmetalových kapel můžeme zmínit např. Master's Hammer, Root (druhá polovina osmdesátých let), Törr, kteří však stále tvrdí, že hrají „jen o něco tvrdší rock'n'roll“, či již neexistující kapelu Ritual, dále potom Enochian, Maniac Butcher, Infernal Heretic nebo třeba Morrior.
Další rozmach tento styl zaznamenal v Norsku počátkem devadesátých let v podobě tzv. druhé vlny black metalu. Klíčovou roli v rozvoji skandinávské black metalové scény hrála skupina Mayhem se svým EP Deathcrush z roku 1987 (viz také dokumentární film Until the Light Takes Us). Velký dopad na norskou blackmetalovou scénu měla i kapela Burzum v čele s Vargem „Count Grishnackhem“ Vikernesem, jehož k Mayhem váže velmi temná historie. Vikernes byl průkopníkem atmosférického zvuku black metalu, včetně tremolo efektu v kytarových sólech a tvrdých vokálů. Mezi další kapely, které výrazně ovlivnily druhou vlnu black metalu patří: Darkthrone, Immortal, Emperor, Gorgoroth, Satyricon, Dimmu Borgir, Ancient. Všechny tyto kapely bývají označovány jako True Norwegian black metal (TNBM, pravý norský black metal) nebo true black metal.
Na české scéně se vyskytují nebo v minulosti vyskytovaly kapely jako Lingam, Solfernus, Oblomov, Trollech, Heiden, Stíny plamenů, Sezarbil, Wyrm, Svardenvyrd, Hyperborean Desire, Forest, Silva Nigra, Sorath, Adultery, Born in Morgue, Anubion, Bleeding Death, Sekhmet, Inferno, Tautenauer 666, Surt, Naurrakar a další.
Pro narůstající rozmanitost subžánrů black metalu (převážně viz níže) se pomalu začíná používat označení tzv. třetí vlny black metalu.

## Podžánry black metalu
Depressive suicidal black metal (DSBM)
V překladu depresivní sebevražedný black metal, představují ho kapely Xasthur, Silencer,Coldworld, Anti, Shining, Trist, apod.
Blackgaze (post-black metal)
Ambient black metal
Ambient black metal (atmospheric black metal) je styl, který kombinuje prvky black metalu a ambientu nebo dark ambientu. Hraje se zde na elektrickou kytaru, syntezátory a klávesy v „atmosférickém“ (= ambientním) stylu za použití dozvuku. Asi nejvýraznější kapelou tohoto subžánru je kapela Darkspace.
Symphonic black metal
Symphonic black metal kombinuje black metal a orchestrální nebo jiné klasické nástroje (klávesy, žesťové nástroje,...) podtrhující strašidelnou atmosféru, v symphonic black metalu se také může objevit čistý ženský vokál. Mezi nejznámější kapely tohoto subžánru patří Emperor, Cradle of Filth, Dimmu Borgir, Carach Angren nebo méně známá kapela z Tchaj-wanu Chthonic.
Progressive black metal
kapely jako Enslaved a Windir nebo česká kapela Abstract Essence
Blackened thrash metal
Jedná se o mix black metalu s thrash metalem – např. kapely Aura Noir, Witchery, Black Fast, Sathanas nebo Deströyer 666.
Blackened death metal
Jedná se o mix black metalu s death metalem – např. kapela Behemoth.
Unblack metal
Méně významný subžánr, který je zajímavý tím, že působí dojmem stejně agresivním, odporným, mrazivým a temným jako běžný black metal druhé vlny, jenže texty se naopak zaměřují na křesťanskou lásku a boj proti zlu, je to tedy taková forma křesťanského metalu (white metal), která je ale po instrumentální stránce nejblíže black metalu.
Pagan black metal
Pagan black metal kombinuje black metal s folkovými prvky. Podobá se melodic black metalu a je předchůdcem folk metalu.
Red and anarchist black metal
Vznikl jako odpověď na NSBM.